# Serge Haroche
Pour les articles homonymes, voir Haroche.
Serge Haroche, né le 11 septembre 1944 à Casablanca au Maroc, est un physicien français travaillant dans le domaine de la physique quantique. En 2009, il reçoit la médaille d'or du CNRS,. En 2012, il est colauréat du prix Nobel de physique avec l'Américain David Wineland pour « leurs méthodes expérimentales novatrices qui permettent la mesure et la manipulation des systèmes quantiques individuels ».

## Biographie

### Famille
Serge Haroche est le fils d'Albert Haroche, avocat parisien juif séfarade né au Maroc, et de Valentine Roublev, une enseignante d'origine askénaze russe dont la famille avait émigré d'Odessa à Casablanca après la révolution d'Octobre,,. Ses grands-parents paternels étaient directeurs de l'Alliance israélite universelle (AIU). Avec sa famille, il quitte le Maroc en 1956, à l'âge de douze ans, lorsque prend fin le protectorat que la France exerçait sur ce pays.
Serge Haroche est marié depuis 1965 à Claudine Zeligson, sociologue et anthropologue ; le couple a deux enfants. Il est le frère de l'éditeur et romancier Joël Haroche et l'oncle du chanteur Raphaël,.

### Formation
Après de brillantes études secondaires au lycée Carnot puis à Louis-Le-Grand à Paris, il prépare le concours d'entrée à plusieurs grandes écoles,. En 1963, classé premier au concours d'entrée à l'École polytechnique et parmi les premiers au concours d'entrée à l'École normale supérieure, il choisit d'intégrer cette dernière. Il suit parallèlement les cours de la faculté des sciences de l'université de Paris de 1963 à 1967. Après sa licence en sciences physiques, il passe avec succès en 1967 l'agrégation de physique et obtient la même année le doctorat de spécialité (3e cycle). En 1971, il soutient sa thèse de doctorat en sciences physiques à l'université de Paris VI ; ses recherches ont été effectuées sous la direction de Claude Cohen-Tannoudji.

### Carrière universitaire
Il entre en 1967 au Centre national de la recherche scientifique, où il occupe successivement les postes d'attaché de recherche (1967-1971), de chargé de recherche (1971-1973) et de maître de recherche (1973-1975). Dans le cadre d'un stage post-doctoral, il passe par ailleurs un an à l'université Stanford, dans le laboratoire de Arthur Leonard Schawlow (1972-1973). Il est nommé professeur à l'université Paris-VI en 1975 et membre senior de l'Institut universitaire de France en 1991 pour une durée de cinq ans, renouvelée en 1996.
Il exerce en même temps dans d'autres institutions, notamment comme maître de conférences à l'École polytechnique (1973-1984), professeur invité à l'université Harvard (1981), professeur à mi-temps à l'université Yale (1984-1993), directeur du département de physique de l'École normale supérieure (1994-2000) et professeur invité au Conservatoire national des arts et métiers (2000). En 2001, il est élu professeur au Collège de France à la chaire de physique quantique.
Serge Haroche se voit confier par ses pairs, en septembre 2012, les fonctions d'administrateur du Collège de France,,. À ce titre, il devient président du conseil d'administration de la Fondation Hugot du Collège de France, où il siégeait depuis 2010. Il exerce ce mandat jusqu'en juin 2015. En 2014, il est nommé membre du Conseil stratégique de la recherche.

### Recherches
Serge Haroche est un spécialiste de physique atomique et d'optique quantique. Après une thèse sur l'atome habillé, effectuée sous la direction de Claude Cohen-Tannoudji (1967-1971), un lauréat du prix Nobel, il développe dans les années 1970-1980 des méthodes nouvelles de spectroscopie laser basées sur l'étude des battements quantiques et de la superradiance. Il s’intéresse ensuite aux atomes de Rydberg, états atomiques géants que leur sensibilité aux micro-ondes rend particulièrement bien adaptés à des études fondamentales sur l'interaction matière-rayonnement. Il montre que ces atomes, couplés à des cavités supraconductrices contenant quelques photons, constituent des systèmes idéaux pour tester les lois de la décohérence quantique et pour démontrer qu'il est possible de réaliser des opérations de logique quantique prometteuses pour le traitement de l'information.
Nommé en 2001 professeur au Collège de France dans la chaire de physique quantique, Serge Haroche dirige le groupe d'électrodynamique quantique en cavité au sein du laboratoire Kastler Brossel, qui dépend de l'École normale supérieure, de l'université Pierre-et-Marie-Curie et du CNRS.
Ses cours et travaux au Collège de France portent sur la mécanique quantique et l'information quantique.
Le 9 octobre 2012, il se voit décerner le prix Nobel de physique avec l'Américain David Wineland pour leur recherche concernant la mesure et la manipulation des systèmes quantiques individuels,.

## Prises de position

### Développement de la recherche,  et place des jeunes
Dans un échange avec des lecteurs du journal Le Monde en 2012, le nouveau Prix Nobel de physique insiste sur l'importance de développer la recherche, tant appliquée que fondamentale. Il donne son point de vue pour que les jeunes s'investissent dans la recherche « il ne suffit pas d'avoir les qualités intellectuelles, il faut avoir la possibilité de travailler dans des conditions matérielles décentes... Il faut des salaires décents au départ, et des perspectives de carrière et de promotion décentes.
...Il faut rendre les carrières scientifiques plus compétitives... ».
Lors d'un entretien à France Inter en février 2021, il met en avant le manque de financement de la recherche en France en particulier scientifique et fondamentale. Il déplore le manque d'attractivité de la carrière en France pour les chercheurs qui à Bac+10, démarrent à moins de deux fois le SMIC.

### Appropriation démocratique de la recherche
En octobre 2013, Serge Haroche et Marc Fontecave, professeurs au Collège de France, plaident pour une réappropriation démocratique des grandes recherches scientifiques. « En dépit de l'effort constant des chercheurs pour apporter des solutions inédites aux nouveaux défis de demain – réponse au changement climatique, développement des nouvelles technologies de l'énergie, nouveaux moyens thérapeutiques - la science plus que jamais suscite souvent la méfiance, voire la défiance du public. Pour une large part cela vient d'une incompréhension de ce qu'est la démarche scientifique. ».

### Soutien à l’agriculture de précision (OGM)
En 2016, il signe, avec 106 autres prix Nobel, une Lettre de soutien de Prix Nobel à l’agriculture de précision (OGM). C'est un appel à l'Organisation Non Gouvernementale (ONG) environnementale Greenpeace à cesser de s'opposer aux cultures d'organismes génétiquement modifiés. Selon cette ONG c'est une menace pour l'environnement, la santé humaine et la sécurité alimentaire »,.

## Distinctions

### Décorations
- 2017 :  Grand officier de la Légion d'honneur [30] (chevalier le 3 avril 1996[31], promu officier le 13 juillet 2005[32], puis commandeur le 31 décembre 2012[33], avant d'être élevée à la dignité de grand officier le 12 juillet 2017[34]).

### Sociétés savantes
- Membre de l'Académie des sciences.
- Membre de l'Institut universitaire de France (1991-2001)
- Fellow de l'American Physical Society.

### Prix
- Prix Aimé Cotton de la Société française de physique (1971)
- Prix Jean-Ricard de la Société française de physique (1983).
- Einstein Prize for Laser Science (en) (1988).
- Prix Humboldt (Allemagne, 1992).
- Michelson Medal du Franklin Institute (1993).
- Prix Tomassoni de l'université La Sapienza (Rome, 2001).

- Médaille d'or du CNRS (2009).
- Prix Nobel de physique (2012).

### Honneurs
Plusieurs Doctorats honoris causa lui ont été décernés :
- Université de Strathclyde (Écosse)
- Université Bar-Ilan (Israël)
- Université de Montréal (Canada, 2014)[35]
- Université de Patras (Grèce, février 2014)[36]
- Institut Weizmann (Israël, 2015)[37]
- Université municipale de Hong Kong en Science (Chine, 2017)[38]
- Université du Chili (Chili, 9 janvier 2019)[39]

## Publications
- Serge Haroche, Jean-Michel Raimond et Michel Brune, « Le chat de Schrödinger se prête à l'expérience », La Recherche, no 301, 31 août 1997, p. 50.
- (en) Serge Haroche, Jean-Michel Raimond, Exploring the Quantum: Atoms, Cavities, and photons, Oxford University Press, États-Unis, 10 août 2006.
- Serge Haroche, Jongler avec la lumière - Une exploration du monde quantique, De Vive Voix, Paris, 2010.
- Serge Haroche, La lumière révélée. De la lunette de Galilée à l'étrangeté quantique, Odile Jacob, 2020[40].

### Émissions de Radio
- « Serge Haroche, Prix Nobel de physique 2012 », entretien avec Stéphane Deligeorges pour Continent sciences sur France Culture, 24 décembre 2012
- « Serge Haroche physicien », entretien avec Fabienne Chauvière pour Les Savanturiers sur France Inter, 19 janvier 2013
- « Serge Haroche : et la lumière fut ! » pour La Méthode scientifique, sur France Culture, 15 octobre 2020.
- « Serge Haroche, un esprit éclairé », entretien avec Laure Adler pour l'Heure bleue sur France Inter, 11 février 2021.